# Šilješki
Šilješki is een plaats in de gemeente Konavle in de Kroatische provincie Dubrovnik-Neretva. De plaats telt 24 inwoners (2001).